# Kofola

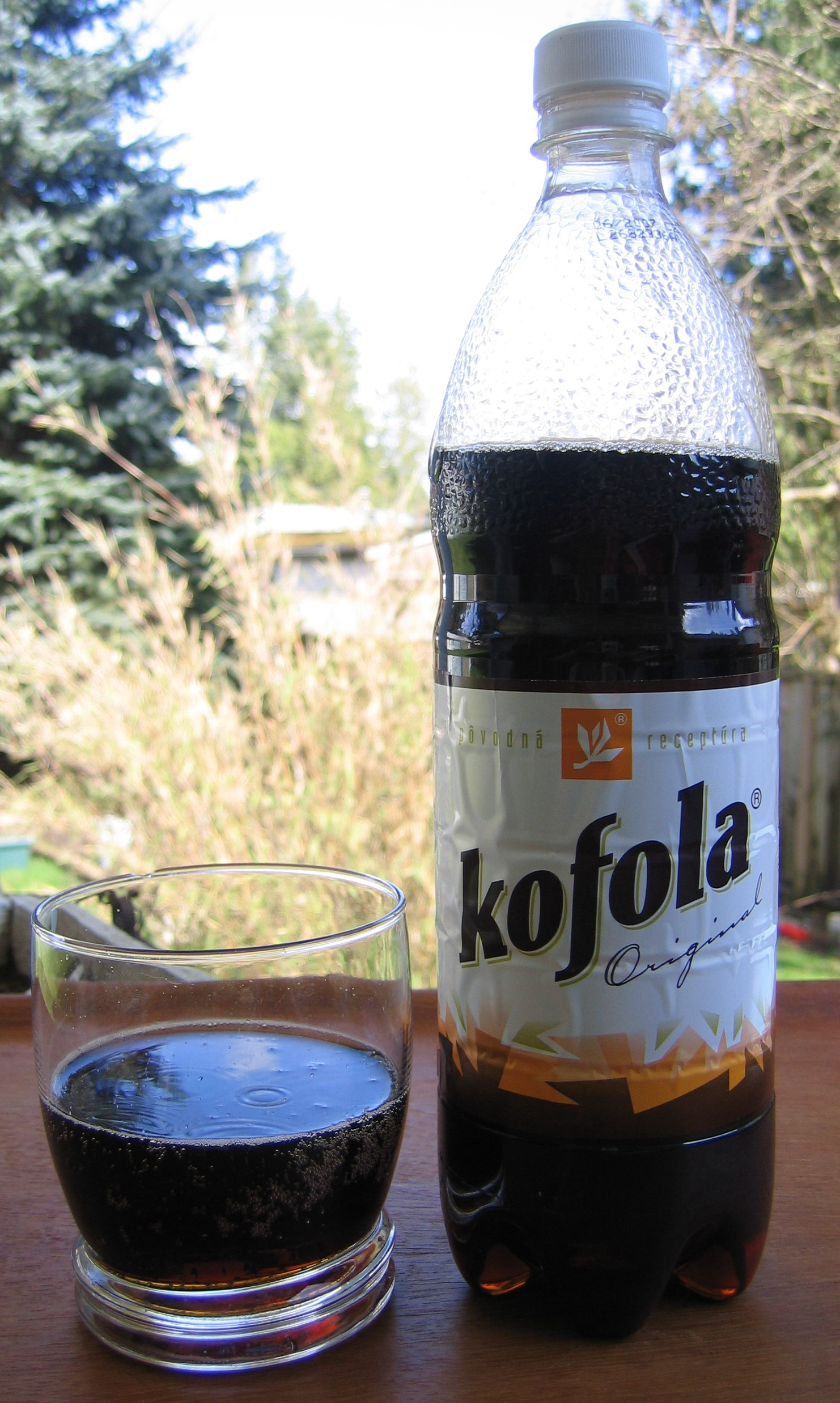
Bottiglia d'Kofola

Kofola è una bevanda gassata al gusto di cola concorrente diretta della Coca-Cola nella Repubblica Ceca e in altri paesi dell'Europa centrale quali ad esempio Slovacchia, Polonia e Ungheria.
Ha un gusto meno dolce delle bibite statunitensi a base di cola e, bevendola, si percepisce un indefinibile retrogusto "rinfrescante" che alcuni bevitori paragonano all'anice, ma molto attenuato.
Questa bevanda è stata lanciata sul mercato negli anni sessanta, grazie alla società farmaceutica Galena che la produceva. Oggi, la società Kofola AS, ne possiede i diritti industriali e la produce in due nazioni: nella Repubblica Ceca e in Slovacchia.